# Scheiblehnkogel
Der Scheiblehnkogel ist ein 3055 m ü. A. hoher Gipfel in den Stubaier Alpen an der Grenze zwischen Tirol und Südtirol.

## Lage und Umgebung
Der Scheiblehnkogel liegt am Ende des Windachtals, eines Seitentals des Ötztals, südlich der Siegerlandhütte, am Alpenhauptkamm. Nachbarberg im Südwesten ist der 2960 m hohe Hohlkogel, im Nordosten liegt die Peillöcherspitze (3065 m). Westlich und nördlich des Gipfels liegen zwei Gletscher, der Westliche und der Östliche Scheiblehnferner. Nach Süden fällt der Berg ins Timmelstal, ein Seitental des Passeiertals, ab.

## Routen
Von der Siegerlandhütte aus ist der Gipfel leicht über einen markierten Weg zu erreichen. Zunächst steigt man 150 Höhenmeter von der Hütte ab, bevor man in südlicher Richtung den östlichen Rand des Westlichen Scheiblehnferner erreicht und dann den Markierungen über den Südwestgrat zum Gipfel folgt. Etwa entlang dieser Route kann der Scheiblehnkogel vor allem im Frühjahr auch als Skitour bestiegen werden. Der Übergang zum Hohlkogel weist Kletterschwierigkeiten im UIAA-Grad I auf, der Nordwestgrat erfordert Kletterei im Schwierigkeitsgrad II.
Die erste bekannte Besteigung des Scheiblehnkogels gelang dem Innsbrucker Alpinisten Ludwig Purtscheller im Jahre 1882.